# Betty Thomas
Betty Thomas Nienhauser (St. Louis, 27 luglio 1948) è un'attrice, regista e produttrice cinematografica statunitense.

## Carriera
Dopo il successo internazionale riscosso da Alvin Superstar 2, la Thomas firmò per dirigere un ulteriore seguito provvisoriamente intitolato Alvin and the Chipmunks 3D e la cui uscita era prevista per il 16 dicembre 2011. Nell'ottobre 2010, il Los Angeles Times diede notizia dell'allontanamento volontario dal film della Thomas, per motivi non chiariti, a qualche tempo prima dall'inizio delle riprese già fissate.

## Filmografia

### Attrice

#### Cinema
- Tunnel Vision, regia di Neal Israel e Bradley R. Swirnoff (1976)
- Eccesso di difesa (Jackson County Jail), regia di Michael Miller (1976)
- The Last Affair, regia di Henri Charr (1976)
- Chesty Anderson U.S. Navy, regia di Ed Forsyth (1976)
- Loose Shoes, regia di Ira Miller (1978)
- La fantastica sfida (Used Cars), regia di Robert Zemeckis (1980)
- Doposcuola proibito (Homework), regia di James Beshears (1982)
- In campeggio a Beverly Hills (Troop Beverly Hills), regia di Jeff Kanew (1989)

#### Televisione
- Dog and Cat, regia di Bob Kelljan – film TV (1977)
- CPO Sharkey – serie TV, episodi 2x04-2x11 (1977-1978)
- Outside Chance, regia di Michael Miller – film TV (1978)
- The Nashville Grab, regia di James L. Conway – film TV (1981)
- Twilight Theater, regia di Perry Rosemond – film TV (1982)
- When Your Lover Leaves, regia di Jeff Bleckner – film TV (1983)
- ABC Afterschool Specials – serie TV, episodio 14x01 (1985)
- Prison for Children, regia di Larry Peerce – film TV (1987)
- Hill Street giorno e notte (Hill Street Blues) – serie TV, 144 episodi (1981-1987)
- The Tracey Ullman Show – serie TV, episodio 3x09 (1989)
- Kidding - Il fantastico mondo di Mr. Pickles (Kidding) – serie TV, episodio 1x01 (2018)

### Produttrice

#### Cinema
- Giovani, pazzi e svitati (Can't Hardly Wait), regia di Harry Elfont e Deborah Kaplan (1998)
- Charlie's Angels, regia di McG (2000)
- Natale in affitto (Surviving Christmas), regia di Mike Mitchell (2004)
- Indovina chi (Guess Who), regia di Kevin Rodney Sullivan (2005)

### Regista

#### Cinema
- Weekend senza il morto (Only You) (1992)
- La famiglia Brady (The Brady Bunch Movie) (1995)
- Private Parts (1997)
- Il dottor Dolittle (Doctor Dolittle) (1998)
- 28 giorni (28 Days) (2000)
- Le spie (I Spy) (2002)
- Il mio ragazzo è un bastardo (John Tucker Must Die) (2006)
- Alvin Superstar 2 (Alvin and the Chipmunks: The Squeakquel) (2009)

#### Televisione
- Hooperman – serie TV, episodi 2x09-2x16-2x20 (1989)
- Doogie Howser (Doogie Howser, M.D.) – serie TV, episodi 1x02-1x13 (1989)
- Mancuso, F.B.I. – serie TV, episodi 1x08-1x13-1x18 (1989-1990)
- Fra nonni e nipoti (Parenthood) – serie TV, episodi 1x04-1x10 (1990)
- Sons and Daughters – serie TV (1991)
- Voci nella notte (Midnight Caller) – serie TV, episodio 3x12 (1991)
- Shannon's Deal – serie TV, episodio 2x07 (1991)
- Un catastrofico successo (On the Air) – serie TV, episodio 1x06 (1991)
- L'amore per la vita (My Breast) – film TV (1994)
- Couples – film TV (1994)
- The Late Shift – film TV (1996)
- Dream On – serie TV, 18 episodi (1990-1996)
- Silicon Follies – film TV (2001)
- Senor White – film TV (2003)
- R3 - documentario TV (2003)
- The Loop – serie TV, episodio 1x01 (2006)
- John Tucker Must Die: Featurettes - documentario TV (2006)
- That Guy – film TV (2006)
- Dash 4 Cash – film TV (2007)
- Audrey – serie TV, 6 episodi (2012)
- The First Wives Club – film TV (2016)
- Grace and Frankie – serie TV, episodi 1x05-6x05 (2015-2020)